# 해적당 (아이슬란드)
해적당(아이슬란드어: Píratar)은 아이슬란드의 직접민주주의 정당이자 해적당이다.